# Varennes-Saint-Honorat
Varennes-Saint-Honorat è un comune francese di 39 abitanti situato nel dipartimento dell'Alta Loira della regione dell'Alvernia-Rodano-Alpi.

## Società

### Evoluzione demografica
Abitanti censiti